# Campionato nordamericano maschile di pallavolo 2023
Il campionato nordamericano maschile di pallavolo 2023 si è svolto dal 5 al 10 settembre 2023 a Charleston, negli Stati Uniti d'America: al torneo hanno partecipato sette squadre nazionali nordamericane e la vittoria finale è andata per la decima volta agli Stati Uniti.

## Impianti
|                                                                                                  |  |  |
|                                                                                                  |  |  |
| Charleston Coliseum & Convention Center Città: Charleston Capienza: 11 519 Anno d'apertura: 1958 |  |  |

## Regolamento

### Formula
Le squadre hanno disputato una prima fase a gironi con formula del girone all'italiana; al termine della prima fase:
- Le prime tre classificate di ogni girone hanno acceduto alla fase finale per il primo posto, strutturata in quarti di finale (a cui hanno partecipato le seconde e le terze classificate di ogni girone), semifinali, finale per il terzo posto e finale.
- Le due eliminate ai quarti di finale hanno acceduto alla fase finale per il quinto posto, con la formazione sconfitta che ha poi disputato la finale per il sesto posto contro la formazione non qualificata ai quarti di finale.

### Criteri di classifica
Se il risultato finale è stato di 3-0 sono stati assegnati 5 punti alla squadra vincente e 0 a quella sconfitta, se il risultato finale è stato di 3-1 sono stati assegnati 4 punti alla squadra vincente e 1 a quella sconfitta, se il risultato finale è stato di 3-2 sono stati assegnati 3 punti alla squadra vincente e 2 a quella sconfitta.
L'ordine del posizionamento in classifica è stato definito in base a:
- Numero di partite vinte;
- Punti;
- Rapporto dei set vinti/persi;
- Rapporto dei punti realizzati/subiti;
- Risultati degli scontri diretti.

## Squadre partecipanti
| Squadra         | Qualificazione      | Ultima partecipazione |
| --------------- | ------------------- | --------------------- |
| Canada          | Ranking NORCECA     | Messico 2021          |
| Cuba            | Ranking NORCECA     | Messico 2021          |
| Messico         | Ranking NORCECA     | Messico 2021          |
| Porto Rico      | Ranking NORCECA     | Messico 2021          |
| Rep. Dominicana | Ranking NORCECA     | Messico 2021          |
| Stati Uniti     | Paese organizzatore | Messico 2021          |
| Suriname        | Ranking NORCECA     | Canada 2019           |

## Torneo

### Prima fase
| Girone A        | Girone B    |
| --------------- | ----------- |
| Canada          | Cuba        |
| Messico         | Porto Rico  |
| Rep. Dominicana | Stati Uniti |
| -               | Suriname    |

#### Girone A

##### Risultati
| 5 settembre 2023 Charleston Coliseum & Convention Center, Charleston Durata: 0h:57 - Spettatori: 200 | Canada          | 3 - 0 | Rep. Dominicana | 25-11, 25-8, 25-12  |
| 6 settembre 2023 Charleston Coliseum & Convention Center, Charleston Durata: 1h:08 - Spettatori: 200 | Canada          | 3 - 0 | Messico         | 25-18, 25-18, 25-20 |
| 7 settembre 2023 Charleston Coliseum & Convention Center, Charleston Durata: 1h:15 - Spettatori: 150 | Rep. Dominicana | 3 - 0 | Messico         | 25-21, 25-21, 25-21 |

##### Classifica
| Pos. | Squadra         | Pt | G | V | P | SV | SP | Ratio | PF  | PS  | Ratio |
| ---- | --------------- | -- | - | - | - | -- | -- | ----- | --- | --- | ----- |
| 1    | Canada          | 10 | 2 | 2 | 0 | 6  | 0  | MAX   | 150 | 87  | 1,724 |
| 2    | Rep. Dominicana | 5  | 2 | 1 | 1 | 3  | 3  | 1,000 | 106 | 138 | 0,768 |
| 3    | Messico         | 0  | 2 | 0 | 2 | 0  | 6  | 0,000 | 119 | 150 | 0,793 |

      Qualificata alle semifinali per il primo posto.
      Qualificata ai quarti di finale per il primo posto.

#### Girone B

##### Risultati
| 5 settembre 2023 Charleston Coliseum & Convention Center, Charleston Durata: 1h:06 - Spettatori: 231 | Cuba        | 3 - 0 | Porto Rico  | 25-21, 25-19, 25-15               |
| 5 settembre 2023 Charleston Coliseum & Convention Center, Charleston Durata: 0h:54 - Spettatori: 500 | Stati Uniti | 3 - 0 | Suriname    | 25-14, 25-9, 25-10                |
| 6 settembre 2023 Charleston Coliseum & Convention Center, Charleston Durata: 1h:04 - Spettatori: 117 | Suriname    | 0 - 3 | Cuba        | 11-25, 19-25, 23-25               |
| 6 settembre 2023 Charleston Coliseum & Convention Center, Charleston Durata: 0h:57 - Spettatori: 312 | Porto Rico  | 0 - 3 | Stati Uniti | 14-25, 18-25, 12-25               |
| 7 settembre 2023 Charleston Coliseum & Convention Center, Charleston Durata: 1h:08 - Spettatori: 117 | Suriname    | 0 - 3 | Porto Rico  | 22-25, 15-25, 21-25               |
| 7 settembre 2023 Charleston Coliseum & Convention Center, Charleston Durata: 1h:56 - Spettatori: 416 | Stati Uniti | 3 - 2 | Cuba        | 25-22, 25-17, 24-26, 22-25, 15-12 |

##### Classifica
| Pos. | Squadra     | Pt | G | V | P | SV | SP | Ratio | PF  | PS  | Ratio |
| ---- | ----------- | -- | - | - | - | -- | -- | ----- | --- | --- | ----- |
| 1    | Stati Uniti | 13 | 3 | 3 | 0 | 9  | 2  | 4,500 | 261 | 179 | 1,458 |
| 2    | Cuba        | 12 | 3 | 2 | 1 | 8  | 3  | 2,666 | 252 | 219 | 1,150 |
| 3    | Porto Rico  | 5  | 3 | 1 | 2 | 3  | 6  | 0,500 | 174 | 208 | 0,836 |
| 4    | Suriname    | 3  | 3 | 0 | 3 | 0  | 9  | 0,000 | 144 | 225 | 0,640 |

      Qualificata alle semifinali per il primo posto.
      Qualificata ai quarti di finale per il primo posto.
      Qualificata alla finale per il sesto posto.

### Finali 1º e 3º posto
|  | Quarti di finale | Quarti di finale | Quarti di finale |  |  | Semifinali | Semifinali      | Semifinali |             |   | Finale          | Finale          | Finale          |  |
|  |                  |                  |                  |  |  |            |                 |            |             |   |                 |                 |                 |  |
|  |                  |                  |                  |  |  | 1A         | Canada          | 3          |             |   |                 |                 |                 |  |
|  | 2B               | Cuba             | 3                |  |  | 2B         | Cuba            | 2          |             |   |                 |                 |                 |  |
|  | 3A               | Messico          | 0                |  |  |            |                 |            |             |   | 1A              | Canada          | 0               |  |
|  |                  |                  |                  |  |  |            |                 | 1B         | Stati Uniti | 3 |                 |                 |                 |  |
|  |                  |                  |                  |  |  | 1B         | Stati Uniti     | 3          |             |   |                 |                 |                 |  |
|  | 2A               | Rep. Dominicana  | 3                |  |  | 2A         | Rep. Dominicana | 0          |             |   |                 |                 |                 |  |
|  | 3B               | Porto Rico       | 0                |  |  |            |                 |            |             |   | Finale 3º posto | Finale 3º posto | Finale 3º posto |  |
|  |                  |                  |                  |  |  |            |                 |            |             |   |                 |                 |                 |  |
|  |                  |                  |                  |  |  |            |                 |            |             |   | 2B              | Cuba            | 3               |  |
|  |                  |                  |                  |  |  |            |                 |            |             |   | 2A              | Rep. Dominicana | 0               |  |

#### Quarti di finale
| 8 settembre 2023 Charleston Coliseum & Convention Center, Charleston Durata: 1h:12 - Spettatori: 219 | Cuba            | 3 - 0 | Messico    | 25-20, 25-15, 25-23 |
| 8 settembre 2023 Charleston Coliseum & Convention Center, Charleston Durata: 1h:25 - Spettatori: 325 | Rep. Dominicana | 3 - 0 | Porto Rico | 25-19, 25-21, 32-30 |

#### Semifinale
| 9 settembre 2023 Charleston Coliseum & Convention Center, Charleston Durata: 1h:07 - Spettatori: 842 | Stati Uniti | 3 - 0 | Rep. Dominicana | 25-22, 25-12, 25-14               |
| 9 settembre 2023 Charleston Coliseum & Convention Center, Charleston Durata: 2h:02 - Spettatori: 578 | Canada      | 3 - 2 | Cuba            | 18-25, 25-21, 25-17, 24-26, 15-13 |

#### Finale 3º posto
| 10 settembre 2023 Charleston Coliseum & Convention Center, Charleston Durata: 0h:56 - Spettatori: 807 | Cuba | 3 - 0 | Rep. Dominicana | 25-15, 25-14, 25-16 |

#### Finale
| 10 settembre 2023 Charleston Coliseum & Convention Center, Charleston Durata: 1h:16 - Spettatori: 1 127 | Canada | 0 - 3 | Stati Uniti | 20-25, 14-25, 22-25 |

### Finali 5º e 6º posto

#### Finale 5º posto
| 9 settembre 2023 Charleston Coliseum & Convention Center, Charleston Durata: 1h:42 - Spettatori: 521 | Messico | 3 - 1 | Porto Rico | 25-22, 27-29, 25-20, 25-20 |

#### Finale 6º posto
| 10 settembre 2023 Charleston Coliseum & Convention Center, Charleston Durata: 1h:31 - Spettatori: 272 | Porto Rico | 3 - 1 | Suriname | 25-11, 21-25, 25-19, 25-14 |

## Classifica finale
| Pos     | Squadra         | Rosa |
| ------- | --------------- | --- |
| Oro     | Stati Uniti     | Formazione: 1 Anderson, 2 Russell, 4 Jendryk, 6 McIntosh, 8 DeFalco, 9 Hanes, 11 Christenson, 12 Holt, 14 Maʻa, 17 Jaeschke, 18 Muagututia, 19 Averill, 20 Smith, 22 Shoji, CT: Speraw          |
| Argento | Canada          | Formazione: 1 Eshenko, 2 Herr, 4 Hoag, 6 Demyanenko, 7 Maar, 8 Walsh, 12 Van Berkel, 13 Cooper, 14 Szwarc, 16 Schnitzer, 18 Lui, 20 Canham, 80 Loeppky, 97 Currie, CT: Sammelvuo                |
| Bronzo  | Cuba            | Formazione: 2 Melgarejo, 3 Wilson, 5 Concepción, 6 Thondike, 7 García, 10 M. Gutiérrez, 11 Taboada, 12 Herrera, 16 Romero, 17 Alonso, 18 López, 22 J. Gutiérrez, 23 Yant, 24 Gourguet, CT: Cruz |
| 4       | Rep. Dominicana | Formazione: 1 Tapia, 2 Reinoso, 4 Hernández, 5 Miéses, 6 Figueroa, 8 López, 9 Pepen, 10 Toribio, 11 de Jesús, 12 Almonte, 14 Arredondo, 15 Rosario, 18 Ortiz, 19 Cruz, CT: Gutiérrez            |
| 5       | Messico         | Formazione: 2 J. Hernández, 3 Bravo, 5 Parra, 6 J. López, 8 Mendoza, 10 Rangel, 11 B. López, 16 Chávez, 17 Izaguirre, 18 Sanay, 19 L. Hernández, 23 Sánchez, 48 F. Hernández, CT: Azair         |
| 6       | Porto Rico      | Formazione: 2 Lawrence, 3 Hoyos, 4 Rivera, 5 Lamboy, 6 Rodríguez, 8 Huyke, 12 Meléndez, 16 Ellis, 18 Elías, 20 Albaladejo, 21 Figueroa, 24 Rosich, CT: Antonetti                                |
| 7       | Suriname        | Formazione: 3 Lee-A-Leong, 4 Asimia, 6 Pinas, 7 Sporkslede, 8 Schmeltz, 9 Breinburg, 11 Mahabali, 12 Foe-A-Man, 13 Wljngaarde, 14 Kruydenhof, 17 Lesperans, 18 Anakaba, CT: Orta                |

## Premi individuali
| Premio                | Nome               | Squadra     |
| --------------------- | ------------------ | ----------- |
| MVP                   | Micah Christenson  | Stati Uniti |
| Miglior realizzatore  | Klistan Lawrence   | Porto Rico  |
| Miglior servizio      | Miguel Ángel López | Cuba        |
| Miglior difesa        | Hiram Bravo        | Messico     |
| Miglior ricevitore    | Erik Shoji         | Stati Uniti |
| Miglior palleggiatore | Luke Herr          | Canada      |
| Miglior opposto       | Arthur Szwarc      | Canada      |
| Miglior schiacciatore | Klistan Lawrence   | Porto Rico  |
| Miglior schiacciatore | Stephen Maar       | Canada      |
| Miglior centrale      | Antonio Elías      | Porto Rico  |
| Miglior centrale      | Danny Demyanenko   | Canada      |
| Miglior libero        | Hiram Bravo        | Messico     |